# Erwin Stein (Politiker)
Erwin Stein (* 20. April 1930 in Nürnberg; † 6. Februar 2009 in Grünwald) war ein deutscher Politiker (CSU).
Stein besuchte die Volksschule und die Oberrealschule in Amberg. Er machte die Kaufmännische Lehre und das Abitur und studierte danach Wirtschaftswissenschaften an den Universitäten Erlangen und München. Während seines Studiums wurde er im Wintersemester 1953/54 Mitglied der Prager Burschenschaft Teutonia. Er erwarb 1958 das Diplom-Volkswirt-Examen und war anschließend bei der Verbandsarbeit in München tätig. Es folgten eine Prüfung und Zulassung als Steuerbevollmächtigter und eine Steuerberater-Prüfung. Ab 1963 war er freiberuflich in München tätig, ebenso war er in Organisationen der Freien Berufe auf Landes- und Bundesebene führend tätig.
Stein gehörte mehreren Gremien und Vorständen der CSU an. Am 14. Mai 1968 rückte er für den verstorbenen Heinrich Pflüger in den Bayerischen Landtag nach. Dort war er noch bis 1994 Abgeordneter. Viermal gewann er dabei das Direktmandat im Stimmkreis München-Moosach.

## Ehrungen
- 1980: Verdienstkreuz am Bande der Bundesrepublik Deutschland
- 1988: Verdienstkreuz 1. Klasse des Verdienstordens der Bundesrepublik Deutschland